# Traian Ionescu-Nișcov
Traian Ionescu-Nișcov (n. 20 martie 1898, Grăjdana, România – d. 1 septembrie 1989, București, România) a fost un filolog slavist și cercetător literar român, care a editat mai multe izvoare documentare cu privire la relațiile româno-slave. S-a specializat în limba cehă și a efectuat timp de mai multe decenii cercetări cu privire la relațiile culturale ceho-române care au avut loc între sfârșitul secolului al XIX-lea și primele decenii ale secolului al XX-lea. A devenit cunoscut ca autor al cărții Relații social-culturale ceho-române (Epoca modernă) (1981) și editor al corespondenței profesorului universitar ceh Jan Urban Jarník (1848–1923).

## Biografie
S-a născut la 20 martie 1898 în satul Grăjdana din comuna Tisău (județul Buzău). A urmat studii secundare la Buzău și apoi studii superioare de litere și drept la Universitatea din București. A lucrat ca profesor de liceu în perioada interbelică și a colaborat ocazional la ziarul Cuvântul. Dornic să-și îmbunătățească pregătirea profesională, a efectuat în anii 1930 studii de specializare la Universitatea Carolină din Praga și a obținut acolo titlul de doctor în filologie slavă. În perioada șederii sale la Praga, el a devenit un admirator al poporului ceh și al culturii cehe. Ministerul cehoslovac al Educației Naționale l-a însărcinat în aprilie 1933 pe profesorul Ionescu-Nișcov ca să țină un ciclu de conferințe despre cultura română și relațiile româno-cehoslovace la Academia de Înalte Studii Comerciale din Praga; aceste conferințe au avut loc de două ori pe săptămână pe lângă catedra de limba română a profesorului George Staca.
Reîntors în România, Traian Ionescu-Nișcov a lucrat un timp ca profesor de limba română categoria I la Gimnaziul Comercial din Brăila, de unde, prin decizia ministerială nr. 97.586 din 5 iunie 1937, a fost transferat în 1 septembrie 1937 la Liceul Comercial de băieți din Mizil. A profesat timp de trei ani la Mizil până în 26 noiembrie 1940, când, în baza deciziei ministeriale nr. 241.782 din 29 noiembrie 1940, a fost delegat ca inspector de specialitate pentru limba română, „cu plata salariului dela catedră”, în locul pr. Gh. Popescu-Dumești, care a revenit în postul didactic deținut anterior. A fost detașat apoi ca lector de limba și literatura română la Praga în perioadele 1943–1944 și 1946–1948, predând la Universitatea Carolină și la Academia Superioară de Comerț din capitala Cehoslovaciei. A alcătuit în această perioadă, în colaborare cu ing. Jindřich Prokš, un ghid de conversație ceho-român intitulat Rumun u českého zemědělce: Příručka česko-rumunských rozhovorů při práci v zemědělství, care a fost publicat în anul 1947 și urma a fi folosit de agricultorii cehi și de muncitorii români veniți la muncile agricole în Cehoslovacia.
După încheierea celui de-al Doilea Război Mondial, s-a implicat, împreună cu un grup de membri ai Societății pentru relații culturale și economice româno-cehoslovace (Společnost pro kulturní a hospodářske styky s Rumunskem, în publicarea revistei slavo-române Românoslavica. Revue des études slavoroumaines, al cărei comitet de redacție avea sediul la Praga. Comitetul de redacție al revistei era format din Vladimír Buben (redactor responsabil), Tr. Ionescu-Nișcov (redactor șef), Pandele Olteanu (coredactor), Bohuslav Havránek, Karel Krejčí, Gh. Staca, Josef Macůrek, J. Š. Kvapil, Ján Stanislav, I.C. Chițimia, Damian Bogdan, Frank Wollman și Josef Vašica (membri). Revista, care urma să publice studii istorice, etnografice, lingvistice și arheologice, în limbile franceză și română, cu privire la relațiile româno-slave și îndeosebi româno-cehoslovace, a apărut într-un singur număr, în 1948.
Traian Ionescu-Nișcov s-a întors în România în anul 1948 și a lucrat pe post de cercetător literar principal la Institutul de Istorie al Academiei Române. Principala sa preocupare științifică a fost cercetarea relațiilor culturale ceho-române întreținute de intelectualii celor două popoare între sfârșitul secolului al XIX-lea și primele decenii ale secolului al XX-lea, care au dobândit un caracter privilegiat după încheierea Primului Război Mondial, după opinia Vioricăi Nișcov (fiica cercetătorului), ca urmare a paralelismului „destinelor istorice ale celor două popoare în epoca modernă”. A elaborat un referat negativ primei cărți a istoricului Lucian Boia, care era intitulată Relații între români, cehi și slovaci, 1848–1914 și urma să fie publicată în traducere în limba engleză de Editura Academiei RSR în cursul anului 1970; acel referat negativ a fost explicat ulterior de Boia prin relația rece a slavistului cu profesorul ceh Josef Macůrek (îndrumătorul științific al lucrării) și, de asemenea, prin dușmănia acestuia față de un posibil concurent în domeniul său de cercetare științifică. Editura nu a ținut cont de referatul lui Nișcov, dar, cu toate acestea, publicarea cărții a fost amânată timp de șapte ani din rațiuni politice.
Traian Ionescu-Nișcov a avut o fiică, Viorica Nișcov (n. 1936), care a devenit cercetătoare literară și traducătoare. A decedat la 1 septembrie 1989 în București.

## Activitatea publicistică
În cursul carierei sale, dr. Traian Ionescu-Nișcov a colaborat la mai multe publicații de specialitate, precum Buletinul Institutului Român din Sofia, Études Balkaniques, Revista de etnografie și folclor, Revue des Études Sud-Est Européennes, Romanoslavica, Studii, Studii și cercetări de istorie literară și folclor ș.a. A scris, de asemenea, câteva studii despre folclorul sud-est european.
Una dintre primele lucrări publicate a fost ghidul de conversație ceho-român intitulat Rumun u českého zemědělce: Příručka česko-rumunských rozhovorů při práci v zemědělství, pe care l-a elaborat în colaborare cu ing. Jindřich Prokš. Acest ghid, care a fost publicat în anul 1947 de Ministerul Agriculturii din Cehoslovacia, avea „scopul de a facilita înțelegerea [...] cu muncitorii agricoli români care vin să ajute agricultura cehoslovacă să depășească criza forței de muncă” și conține termeni agricoli folosiți în recoltarea și treieratul cerealelor, plantarea si recoltarea cartofilor sau prelucrarea sfeclei.
Traian Ionescu-Nișcov a fost interesat în mod deosebit de relațiile culturale ceho-române și a cercetat timp de mai multe decenii acest subiect. În urma cercetărilor sale, el a publicat în anul 1981 o carte intitulată Relații social-culturale ceho-române (Epoca modernă). Ionescu-Nișcov a editat, de asemenea, corespondența profesorului ceh Jan Urban Jarník (1848–1923) în două volume intitulate Corespondență, care încearcă să reconstituie periplul lingvistic și literar al unui mare filoromân. Primul volum, care a fost publicat în anul 1980 de Editura Minerva, conține scrisorile profesorului Jarník către corespondenți români, în timp ce al doilea volum, publicat de aceeași editură în 1983, include 347 de scrisori primite de profesor de la diverși corespondenți români, printre care P. Ispirescu (54 de scrisori), Constantin Georgian (26), Grigore Tocilescu (20), Arthur Gorovei (17), Moses Gaster (14), Ovid Densusianu (13), Titu Maiorescu (9), Vasile Goldiș și Heimann Hariton Tiktin (câte 5), Lazăr Șăineanu și Iuliu Zanne (câte 4). Relațiile lui Jarník cu românii sunt înfățișate, printre altele, în evocările ample „Cum am învățat românește” (1898), „Drumul pe care am mers” (1909) și „Dragoste de grai și viers românesc” (1922), care dovedesc voința îndârjită a profesorului de a scrie în limba română și interesul lui pentru limba, cultura și muzica populară română. Corespondența profesorului Jarník reprezintă, în opinia cercetătorului Traian Ionescu-Nișcov, un „dialog al marii prietenii” dintre popoarele ceh și român.
O continuare a celor două volume de corespondență a fost cartea Scrisori și vorbiri către ardeleni (1877–1941), ce conține texte selectate, note și comentarii de Traian Ionescu-Nișcov. Erau incluse aici texte aflate în manuscris sau publicate deja în periodice sau în colecții de documente, care aparțineau lui Jan Urban Jarník, abatelui Method Zavoral și profesorilor de limba română Hertvík Jarník și Jindra Hušková-Flajšhansová. Cartea a rămas mult timp o lucrare inedită, până când Viorica Nișcov a pregătit o versiune finală, colaționând materialul inițial cu manuscrisele sau textele publicate, definitivând notele rămase incomplete și adăugând alte note. În cele din urmă, această lucrare a fost publicată în anul 2005 de Editura Saeculum I.O. din București.

## Scrieri

### Cărți
- Rumun u českého zemědělce: Příručka česko-rumunských rozhovorů při práci v zemědělství (Muncitorul român printre agricultorii cehi: Manual ceho-român pentru trebuințele agricultorilor cehi și muncitorilor români, aflați la muncile agricole din Cehoslovacia), Ministerstvo zemědělství, Praga, 1947, 32 p. – în colaborare cu ing. Jindřich Prokš
- Acte de cancelarie domnească. Ornamente și miniaturi, Ed. Meridiane, București, col. Manuscris, 1974, 120 p. – în colaborare cu Maria Soveja
- Relații social-culturale ceho-române (Epoca modernă), Ed. Dacia, Cluj-Napoca, 1981, 208 p.

### Studii și articole
- „Contribuții la relațiunile româno-cehoslovace”, în Revista Fundațiilor Regale, București, anul V, nr. 3, 1 martie 1938, pp. 607–615.
- „Baltagul în limba cehă”, în Revista Fundațiilor Regale, București, anul VI, nr. 10, 1 octombrie 1939, pp. 213–220.
- „Alexandru Hasdeu. Introducere”, în Revista Istorică, București, anul XXVII, nr. 1–12, 1941, pp. 69–76.
- „Povestirile lui Alex. Hasdeu”, în Romînoslavica, Praga, nr. 1, 1948, pp. 95–99, 104.
- „Profesorul Maximilian Křepinský cu prilejul împlinirii a 80 de ani ”, în Studii și cercetări de lingvistică (SCL), Academia Republicii Populare Romîne, Institutul de Lingvistică din București, tomul VII, nr. 3–4, iulie–decembrie 1956, pp. 307–309.
- „Kirdjali dans la littérature universelle”, în Romanoslavica, Asociația Slaviștilor din Republica Populară Romînă, Universitatea din București, tomul I, 1958, pp. 105–123.
- „Григорий Сковорода и философские работы Александра Хаждэу” („Grigore Skovoroda și scrierile filozofice ale lui Alexandru Hasdeu”), în Romanoslavica, Asociația Slaviștilor din Republica Populară Romînă, Universitatea din București, tomul II, 1958, pp. 149–162.
- „Scurtă monografie toponimică : satul Grăjdana”, în Romanoslavica, Asociația Slaviștilor din Republica Populară Romînă, Universitatea din București, tomul III, 1958, pp. 21–30.
- „Scrierile lui Boleslav Hasdeu în limba rusă”, în Romanoslavica, Asociația Slaviștilor din Republica Populară Romînă, Universitatea din București, tomul V, 1962, pp. 53–69.
- „Două documente inedite din prima jumătate a secolului al XVI-lea”, în Romanoslavica, Asociația Slaviștilor din Republica Populară Romînă, Universitatea din București, tomul V, 1962, pp. 151–155.
- „Documente slavo-romîne în Biblioteca Națională din Sofia”, în Romanoslavica, Asociația Slaviștilor din Republica Populară Romînă, Universitatea din București, tomul VIII, 1963, pp. 425–441.
- „Quelques aspects de l'activité de G. S. Rakovsky et de ses rapports avec les principautés roumaines”, în Romanoslavica, Asociația Slaviștilor din Republica Populară Romînă, Universitatea din București, tomul IX, 1963, pp. 555–568.
- „Corespondența dintre Jan Urban Jarník și Petre Ispirescu”, în Studii și Cercetări de Istorie Literară și Folclor, București, anul XII, nr. 3–4, 1963, pp. 639—682.
- „Husitica în istoriografia romînă”, în Romanoslavica, Asociația Slaviștilor din Republica Populară Romînă, Universitatea din București, tomul X, 1964, pp. 385–403.
- „Scrisori bulgare din preajma răscoalei anti-otomane din 1876”, în Romanoslavica, Asociația Slaviștilor din Republica Populară Romînă, Universitatea din București, tomul X, 1964, pp. 471–476 – în colaborare cu A. Constantinescu.
- „Práce a studie o stycích mezi Rumunskem a socialistickými zeměmi” („Lucrări și studii despre relațiile dintre România și țările socialiste”), în Slovanský přehled⁠(d), nr. 6, 1964, pp. 376–379.
- „Scrierile filozofice ale lui Alexandru Hasdeu și gînditorul ucrainean Grigorie Savici Skovoroda”, în Romanoslavica, Asociația Slaviștilor din Republica Socialistă România, Universitatea din București, tomul XII, nr. 2, 1965, pp. 191–207.
- „Husitica v rumunské historiografii” („Husitica în istoriografia română”), în Československý časopis historický⁠(d), Praga, anul XIV, nr. 1, 1966, pp. 104–115.
- „Două acte de cancelarie de la Ștefan Mîzgă”, în Romanoslavica, Asociația Slaviștilor din Republica Socialistă România, Universitatea din București, tomul XV, 1967, pp. 245–254.
- „Styky Rumunské socialistické republiky se socialistickými zeměmi v rumunské historiografii let 1964–1965” („Relațiile Republicii Socialiste România cu țările socialiste în istoriografia română în anii 1964–1965”), în Slovanský přehled⁠(d), nr. 5, 1967, pp. 307–308.
- „Contacts établis entre l'historiographie roumaine et tchèque dans le problème de la formation du peuple roumain durant la seconde moitié du XlXe siècle”, în Romanoslavica, Asociația Slaviștilor din Republica Socialistă România, Universitatea din București, tomul XVI, 1968, pp. 409–446.
- „Contribuții la o bibliografie cehoslovaco-română”, în Romanoslavica, Asociația Slaviștilor din Republica Socialistă România, Universitatea din București, tomul XVII, 1970, pp. 719–729.
- „Originalul actului de cancelarie din 1628 aprilie 2”, în Revista archivelor, voi. XXXIII (1971), nr. 1, pp. 107–112 – în colaborare cu Maria Soveja.
- „Relații cehe-române în cursul primului război mondial. Jan Urban Jarník, Josef Špachta, abatele Metodiu Zavoral și soldații răniți, români de origină, aflați în lazaretele din Praga”, în Romanoslavica, Asociația Slaviștilor din Republica Socialistă România, Universitatea din București, tomul XVIII, 1972, pp. 493–514.
- „Jan Urban Jarník mezi Rumuny” („Jan Urban Jarník printre români”), în Acta Universitatis Carolinae: Historia Universitatis Carolinae Pragensis, tomul XVI, fasc. 1, Univerzita Karlova, Praga, 1976, pp. 7–35.
- „Jan Urban Jarník și românii sau «dialogul marii prietenii»”, în Memoriile Secție de Științe Istorice, anul IV, nr. 8, 1983, pp. 13–21.

### Postfețe
- Mihail Sadoveanu, Po řece připlul mlýn (Venea o moară pe Siret), Evropský literární klub (ELK), Praga, 1939, 264 p., traducere de Marie Kojecká-Karásková, cu o postfață scrisă de dr. Traian Ionescu-Nișcov[18]

### Traduceri
- František Kavka, „Din istoria relațiilor comerciale romîno-cehoslovace în evul mediu (Produse textile cehe pe piețele romînești)”, în Academia Republicii Populare Romîne, Institutul de Istorie, Studii. Revistă de istorie, Editura Academiei Republicii Populare Romîne, București, anul X, nr. 4, 1957, pp. 105–109 – traducere din cehă de Tr. Ionescu-Nișcov
- Václav Král, „Politica de distrugere a natiunii cehe dusă de ocupanții fasciști în anii celui de-al doilea război mondial” (capitolul II din lucrarea Problemele evoluției sociale și economice din țările cehe în anii 1938–1939, apărută în 1957), în Academia Republicii Populare Romîne, Secția de Științe Istorice și Institutul de Istorie din București, Studii. Revistă de istorie, Editura Academiei Republicii Populare Romîne, București, anul XIV, nr. 1, 1961, pp. 23–49 – traducere din cehă de Tr. Ionescu-Nișcov
- Mirko Pašek, Caravana de abanos, Ed. Tineretului, București, 1964 – traducere de Adrian Rogoz și Traian Ionescu-Nișcov
- Eduard Fiker, Cazul C–L, Ed. Tineretului, București, col. Aventura, 1967 (ed. a II-a, Ed. Crotal, București, 1992) – traducere de Nicolae Jianu și Traian Ionescu-Nișcov
- Božena Němcová, Vârtelnița de aur, Ed. Tineretului, București, 1967 – traducere de Otilia Cazimir, Livia Storescu și Traian Ionescu-Nișcov

## Ediții îngrijite
- Jan Urban Jarník, Corespondență, vol. I–II, Editura Minerva, București, 1980–1983 – ed. îngrijită, cuvânt înainte și bibliografie de T. Ionescu-Nișcov
- Jan Urban Jarník, Method Zavoral, Hertvík Jarník și Jindra Hušková-Flajšhansová, Scrisori și vorbiri către ardeleni (1877–1941), Editura Saeculum I.O., București, 2005 – texte selectate, note și comentarii de Traian Ionescu-Nișcov, ediție îngrijită de Viorica Nișcov